# Matka swojej matki
Matka swojej matki – polski film obyczajowy z 1996 roku w reżyserii Roberta Glińskiego. Zdjęcia kręcono w Konstancinie-Jeziornie.

## Opis fabuły
Alicja ma 19 lat i przygotowuje się do matury w liceum muzycznym. Jej matka Barbara jest lekarzem weterynarii. Zaraz po maturze obie mają wyjechać do USA, gdzie mieszka ojciec dziewczyny. Pewnego dnia Alicja odkrywa, że była adoptowana. Zarzuca Barbarze, że nie powiedziała prawdy. Wizyta w domu dziecka i biurze ewidencji pozwala jej odnaleźć adres biologicznej matki, Ewy. Alicja zastaje Ewę w ruderze i postanawia jej pomóc.

## Obsada aktorska
- Maria Seweryn – Alicja
- Krystyna Janda – Ewa Kozłowska, matka Alicji
- Joanna Żółkowska – Barbara, przybrana matka Alicji
- Wanda Wiłkomirska – profesorka Alicji
- Jerzy Stuhr – Roman
- Emilian Kamiński – kochanek Ewy
- Jerzy Karaszkiewicz – sąsiad Ewy
- Hanna Stankówna – sąsiadka Ewy
- Andrzej Nejman – Marcin, chłopak Alicji
- Janusz Onufrowicz – Piotr
- Krystyna Tkacz – pielęgniarka
- Marek Bargiełowski – dyrektor Barbary
- Jacek Różański – mężczyzna na balkonie

Źródło: Filmpolski.pl